# Схюлтенс, Хендрик Алберт
Хендрик Алберт Схюлтенс (нидерл. Hendrik Albert Schultens; 15 февраля 1749, Херборн — 12 августа 1793, Лейден) — нидерландский филолог и востоковед, внук Алберта Схюлтенса.

## Карьера
Учился в латинских школах в Лейдене и Гарлеме. С 1758 года изучал восточные языки в Лейденском университете, в 1765 году продолжил учёбу в университете Хардервейка, в 1767 году вернулся в Лейден. В 1772 году предпринял учебную поездку в Англию, где работал в Бодлианской библиотеке Оксфордского университета, занимаясь изучением, обработкой и переводом на латынь арабских рукописей. 4 мая 1773 года ему была присвоена степень почётного магистра философии от Оксфордского университета. 18 августа 1773 года получил место профессора восточных языков и еврейских древностей в Амстердамской атенеуме.
С 11 декабря 1778 года, когда умер его отец, также востоковед, стал профессором восточных языков и еврейских древностей в Лейденском университете, также активно участвовал в организационных делах этого заведения и 1787—1788 учебном году был его ректором.

## Главные работы
- «Anthologia sententiarum arabicarum» (перевод с латыни, Лейден, 1772);
- «De finibus litterarum orientalium proferendis» (Амстердам, 1774);
- «De ingenio Arabum» (1778);
- «Pars versionis arabicae libri Colailah wa Dimnah» (Лейден, 1786);
- «Meidanii proverbiorum arabicorum pars» (на арабском и латинском языках, под редакцией Шредера, Лейден, 1795).